# Слобода-Небыловская
Слобода-Небыловская (укр. Слобода-Небилівська) — село в Перегинской поселковой общине Калушского района Ивано-Франковской области Украины.
Население по переписи 2001 года составляло 424 человека. Занимает площадь 20 км². Почтовый индекс — 77670. Телефонный код — 803474.